# Schistes
Schistes és un gènere d'ocells de la subfamília dels politmins (Polytminae) dins la família del troquílids (Trochilidae).

## Taxonomia
Segons la Classificació del Congrés Ornitològic Internacional (versió 7.3, 2017) aquest gènere està format per dues espècies:
- colibrí occidental (Schistes albogularis).
- colibrí oriental (Schistes geoffroyi).